# Meryll Serrano
Meryll Krysteen Abrahamsen Rosales Serrano (* 20. Juli 1997 in Veavågen) ist eine in Norwegen geborene philippinische Fußballspielerin.

## Karriere

### Vereine
Meryll Serrano hatte bereits 2012 mit 14 Jahren ihr Debüt im Erwachsenenbereich in einem Spiel ihres Klubs SK Haugar. Nachdem sie noch einige Jahre für Haugar in der zweiten Liga aktiv gewesen war, wechselte sie zur Saison 2015 zum Erstligisten Avaldsnes IL. Nach einigen knapp verpassten Titeln, gelang ihr mit ihrem Team am Ende der Saison 2017 der Gewinn des Pokals. Zur Saison 2019 folgte dann ihr Wechsel zu LSK Kvinner, für die sie bis zum Ende der Spielzeit aktiv war. Auf zunächst ein Jahr begrenzt war ihr Vertrag in der Saison 2020 bei Arna-Bjørnar, den sie jeweils um ein Jahr bis zum Ende der Saison 2022 verlängerte. Seit der Spielrunde 2023 steht sie bei Stabæk Fotball unter Vertrag.

### Nationalmannschaft
In der U15 sowie später in der U23 lief sie für Norwegen auf, absolvierte hier aber nur Freundschaftsspiele. Danach wandte sie sich jedoch der philippinischen A-Nationalmannschaft zu und wurde hier auch im August 2022 in ein Trainingslager eingeladen. Im selben Jahr sammelte sie ihre ersten Einsätze für die Mannschaft.
Am 9. Juli 2023 wurde sie für den Kader bei der Weltmeisterschaft 2023 nominiert.